# Chaîne Ames
Pour les articles homonymes, voir Ames (homonymie).
La chaîne Ames est une chaîne de montagnes dans le Nord de la terre Marie Byrd en Antarctique.

## Sommets
- Mont Andrus, 2 978 m
- Mont Boennighausen, 2 970 m
- Mont Kosciusko, 2 910 m
- Mont Kauffman, 2 365 m

Les monts Kauffman et Kosciusko sont séparés l'un de l'autre par la vallée Brown et la crête Gardiner, nommée d'après James E. Gardiner de l'US Navy, un membre de l'Army–Navy Trail Party qui a traversé vers de l'est pour établir la station Byrd en 1956.

## Glaciers
- Glacier Coleman
- Glacier Jacoby
- Glacier Rosenberg